# Paul Cullen
Pour les articles homonymes, voir Cullen.
Paul Cullen était un prélat catholique irlandais, né à Prospect (Narraghmore) le 29 avril 1803 et mort à Dublin le 24 octobre 1878. 

## Repères biographiques
Ordonné prêtre en 1829, il est nommé archevêque d'Armagh en 1850 et est consacré le 24 février de la même année par Castruccio Castracane degli Antelminelli avec comme co-consécrateurs Carlo Luigi Morichini et John Thomas Hynes. Il est nommé archevêque de Dublin deux ans plus tard, et le reste jusqu'à sa mort. 
Il est créé cardinal avec le titre de cardinal-prêtre de S. Pietro in Montorio par le pape Pie IX lors du consistoire du 22 juin 1866.
Il a ainsi participé au premier concile du Vatican.
Il meurt le 24 octobre 1878.

## Succession apostolique
Paul Cullen a ordonné les évêques suivants :
- Archevêque Joseph Dixon (1852)
- Évêque John Kilduff (1853)
- Évêque David Moriarty (en) (1854)
- Évêque Patrick Moran (en) (1856)
- Évêque James Walshe (en) (1856)
- Évêque Thomas Furlong (en) (1857)
- Archevêque Patrick Leahy (en) (1857)
- Évêque Thomas Grimley (en) (1861)
- Évêque Eugene O'Connell (en) (1861)
- Évêque James Murray (en) (1865)
- Évêque Matthew Quinn (en) (1865)
- Archevêque Michael Kieran (en) (1867)
- Évêque John Cameron (1870)
- Archevêque Enrico Carfagnini (it), O.F.M.Ref. (1870)
- Évêque Martin Griver (en) (1870)
- Évêque Thomas Joseph Power (en) (1870)
- Archevêque Thomas Croke (en) (1870)
- Évêque George Michael Conroy (en) (1871)
- Cardinal Francis Patrick Moran (1872)
- Évêque John Leonard (en) (1872)
- Évêque Martin Crane (en), O.S.A. (1874)
- Évêque Michael Warren (1876)
- Cardinal Edward MacCabe (1877)